# 堺市立美原西中学校
堺市立美原西中学校（さかいしりつみはらにしちゅうがっこう）は、大阪府堺市美原区にある公立中学校。
1978年に美原町立美原中学校（現・堺市立美原中学校）から分離開校した。美原区の西部を校区としている。

## 通学区域
- 堺市立八上小学校の校区全域。
- 堺市立美原北小学校の校区の一部。
- 堺市立美原西小学校の校区の一部。
- 堺市立黒山小学校の校区の一部。

## 交通
- 南海バス 農芸高校前バス停。
- 南海高野線 萩原天神駅 東へ約2km。

## 著名な出身者
- 山中竜也 （プロボクサー）